# Saint-Paul-du-Vernay
Saint-Paul-du-Vernay ist eine französische Gemeinde im Département Calvados in der Region Normandie mit 830 Einwohnern (Stand: 1. Januar 2022). Saint-Paul-du-Vernay gehört zum Arrondissement Bayeux und zum Kanton Trévières. Die Einwohner werden Saint-Paulois genannt.

## Geografie
Saint-Paul-du-Vernay liegt etwa elf Kilometer südsüdwestlich von Bayeux. Umgeben wird Saint-Paul-du-Vernay von den Nachbargemeinden Subles im Norden, Arganchy im Norden und Nordosten, Juaye-Mondaye im Osten und Nordosten, Trungy im Osten, Torteval-Quesnay im Südosten, Cahagnolles im Süden, Castillon im Westen sowie Noron-la-Poterie im Nordwesten.

## Bevölkerungsentwicklung
| 1962                      | 1968 | 1975 | 1982 | 1990 | 1999 | 2006 | 2013 |
| ------------------------- | ---- | ---- | ---- | ---- | ---- | ---- | ---- |
| 632                       | 625  | 535  | 578  | 612  | 650  | 638  | 778  |
| Quelle: Cassini und INSEE |      |      |      |      |      |      |      |

## Sehenswürdigkeiten
- Kirchruine Saint-Paul aus dem 17. Jahrhundert, seit 1927 Monument historique

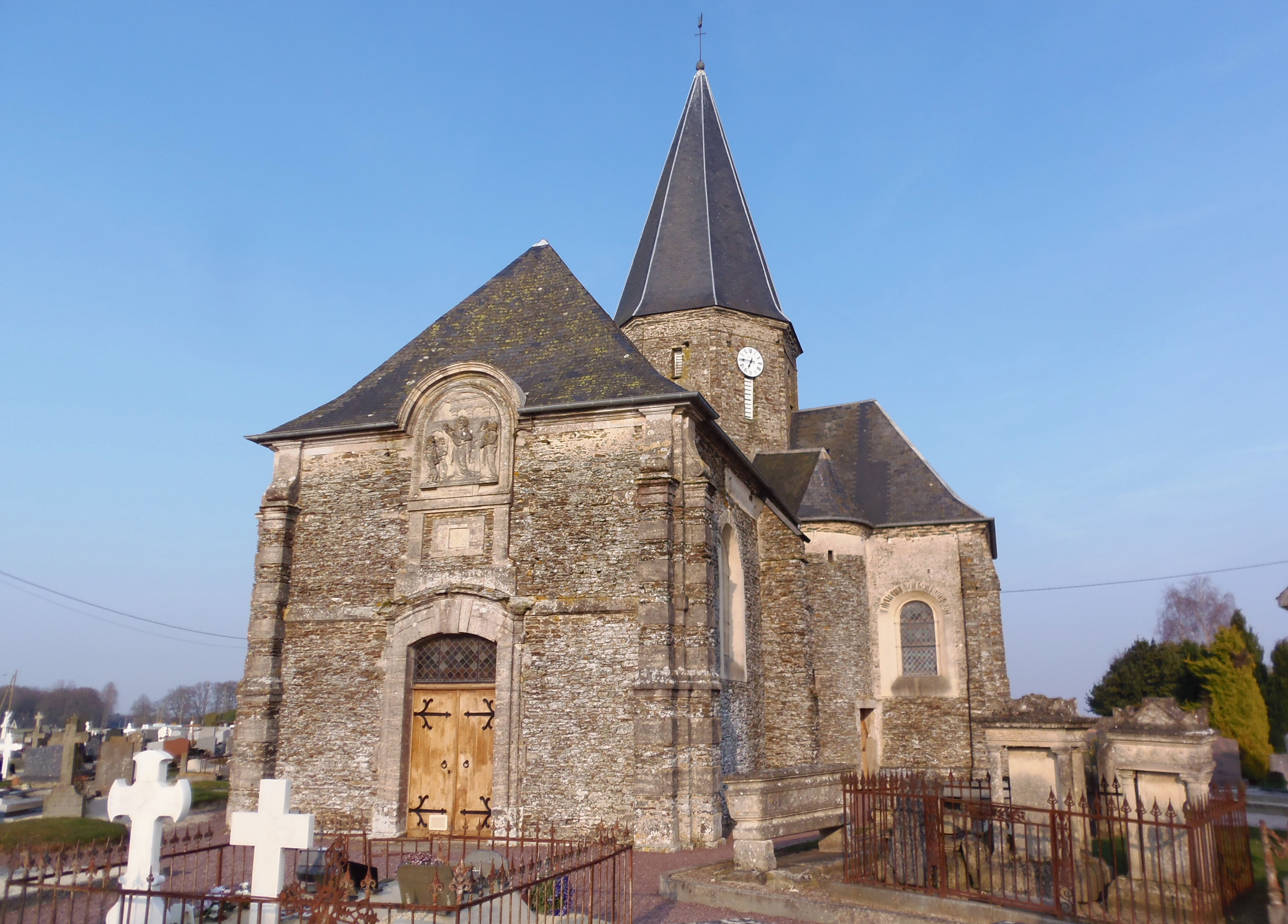
Kirche Saint-Paul

## Gemeindepartnerschaften
Mit der britischen Ortschaft King’s Somborne in Hampshire (England) besteht eine Partnerschaft.